# ادوارد مانوکیان (دانشمند)
ادوارد میهرانی مانوکیان (ارمنی: Էդուարդ Միհրանի Մանուկյան؛  زادهٔ ۲۵ اکتبر ۱۹۱۳ یا ۲۵ اکتبر ۱۹۱۶ - درگذشته ۲۷ ژوئیهٔ ۲۰۱۰) دانشمند و استاد اهل ارمنستان بود.

## زندگی‌نامه
وی در ۲۵ اکتبر ۱۹۱۳ یا ۲۵ اکتبر ۱۹۱۶ در سیمفروپول به دنیا آمد و از دانشگاه فنی ارتباطات و انفورماتیک مسکو فارغ‌التحصیل گشت. همچنین برندهٔ جوایزی همچون نشان لنین (۱۹۶۱)، نشان پرچم سرخ کار (۱۹۵۶) و جایزه لنین (۱۹۵۷) شده‌است. وی در ۲۷ ژوئیهٔ ۲۰۱۰ در سن ۹۳ سالگی درگذشت و در گورستان ویدنسکیه به خاک سپرده شد..